# Camille Crousillat
Pour les articles homonymes, voir Crousillat.
Camille Crousillat est une joueuse française de volley-ball née le 23 mars 1990 à Marseille (Bouches-du-Rhône). Elle mesure 1,76 m et joue réceptionneuse-attaquante.

## Clubs
| Club             | Pays   | De        | À         |
| ---------------- | ------ | --------- | --------- |
| AS Saint-Raphaël | France | 2008-2009 | 2008-2009 |
| PA Venelles      | France | 2009-2010 | …         |